# Lepidodactylus aureolineatus
Espèce
Statut de conservation UICN

 LC  : Préoccupation mineure
Lepidodactylus aureolineatus est une espèce de geckos de la famille des Gekkonidae.

## Répartition
Cette espèce est endémique des Philippines.

## Publication originale
- Taylor, 1915 : New species of Philippine lizards. Philippine Journal of Science, vol. 10, p. 89-109 (texte intégral).